# Edmund Kraiński
Edmund Kraiński herbu Jelita (ur. 10 listopada 1804 w Leszczowatem, zm. 13 września 1887 tamże) – ziemianin, kapitan Wojska Polskiego, uczestnik powstania listopadowego, działacz polityczny, społeczny i gospodarczy.

## Życiorys

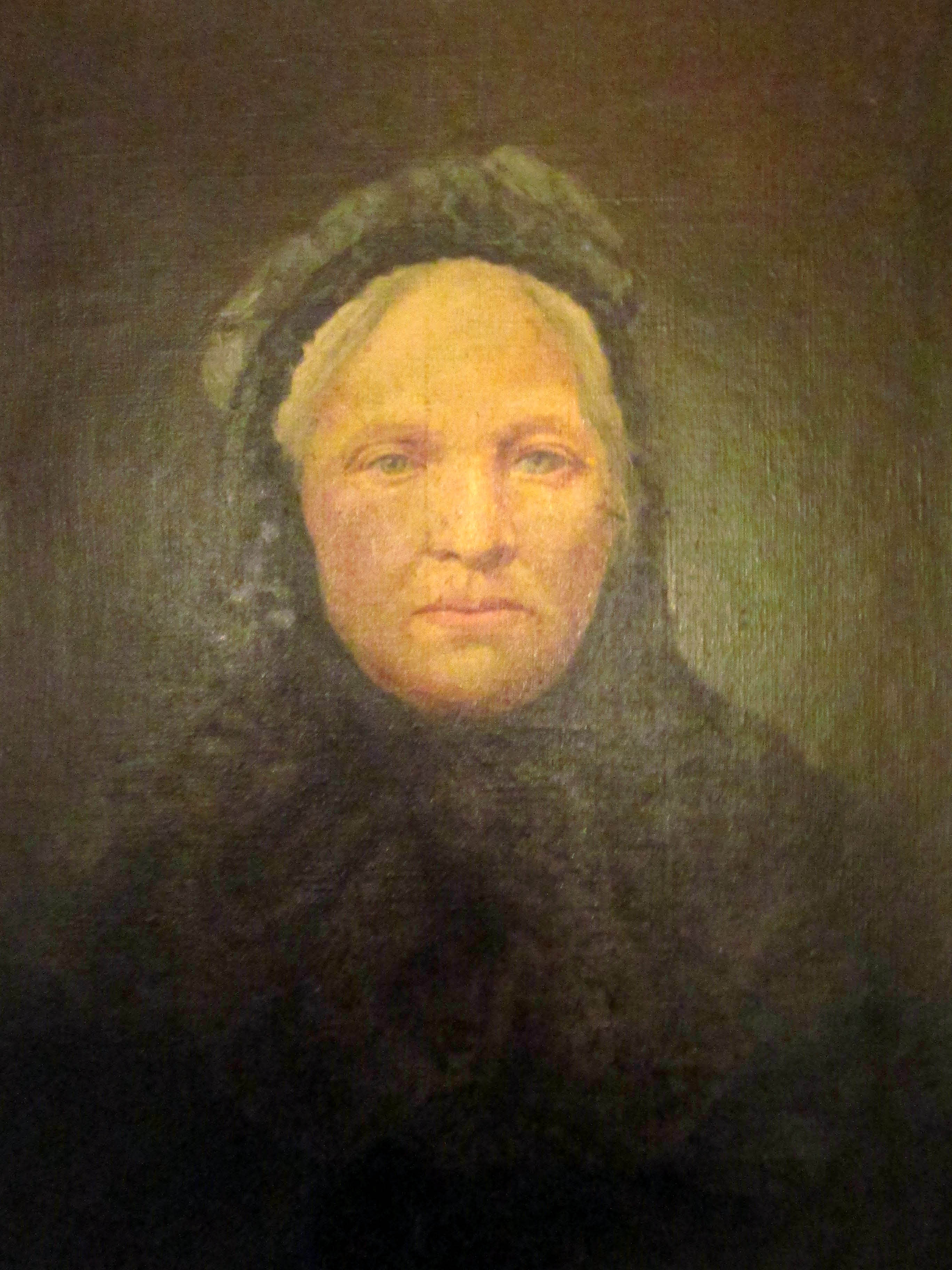
Katarzyna Rożniecka, zgodnie z tradycją, ubrana na czarno po powstaniu styczniowym.

Urodził się 10 listopada 1804 w majątku Leszczowate. Był synem Romana Cyriaka i Józefy z Augustynowiczów herbu Odrowąż II właścicieli dóbr Leszczowate i Maćkowa Wola.
Ukończył akademię wojskową w Wiedniu i odbył pięcioletnią służbę w korpusie inżynierów armii austriackiej. W 1828 w stopniu porucznika podał się do dymisji i osiadł w dobrach Leszczowate i Maćkowa Wola. Przekradł się do Królestwa Polskiego i dołączył 15 lutego 1831 do wojsk powstania listopadowego. W korpusie inżynierii budował szańce na Narwi w okolicach Zegrza, dozorował budowę barykad w Warszawie. Współpracował z korpusem gen. Chrzanowskiego budując mosty na Wiśle pod Potyczką i Gołębiem. Przydzielony do sztabu gen. G. Romarino, na którego rozkaz zniszczył most na Bzurze pod Szymanowem. Awansowany na kapitana i odznaczony Złotym Krzyżem Virtuti Militari. 18 września 1831 przeszedł wraz z korpusem gen. G. Romarino granicę Galicji.
Powrócił do swojego majątku i zajął się gospodarką, zyskując zaufanie wśród chłopów, którzy w 1846 podczas rzezi galicyjskiej pilnowali dworu w Leszczowatem, nie dopuszczając do jego splądrowania. Wybitny rolnik, hodowca bydła i producent nabiału – uczestniczył w wystawach krajowych i zagranicznych. W 1861, 1863, 1883, 1884 i 1885 r. gościł u siebie Oskara Kolberga.
Zmarł w Leszczowatem 13 września 1887 Jest pochowany w grobowcu rodzinnym przy cerkwi w Leszczowatem.

## Zajmowane stanowiska
- Od 1845 członek Galicyjskiego Sejmu Stanowego.
- W 1848 wybrany z okręgu Dobromil posłem do sejmu w Wiedniu i Kromieryżu gdzie należał do prorządowej i prawicowej opozycji. W parlamencie wiedeńskim współpracował z ks. Jerzym Lubomirskim, hr. Zdzisławem Zamoyskim i hr. Tytusem Dzieduszyckim. Znany z energicznej akcji na rzecz zniesienia kary śmierci.
- Był członkiem Rady c. k. powiatu liskiego, wybierany z grupy większych posiadłości od około 1867[6][7], od około 1869 do około 1874 pełnił funkcję zastępcy członka wydziału powiatowego[8][9][10][11][12], następnie był tylko członkiem z grupy większych posiadłości od około 1874 do około 1877[13][14][15]. Potem wybrany z grupy gmin wiejskich był członkiem od około 1877 do około 1881 i pełnił funkcję zastępcy prezesa wydziału[16][17][18][19]. W kolejnych latach był wyłącznie członkiem Rady, wybrany z grupy gmin wiejskich od około 1881 do około 1884[20][21][22] oraz z grupy większych posiadłości od około 1884 do około 1887[23][24][25].
- Członek C.K. Powiatowej Komisji Szacunkowej w Lisku[26].
- Pisarz gminny Leszczowate przez 20 lat.

## Działalność społeczna
- W latach 1881–1882 złożył Edmund Kraiński petycję w sprawie podniesienia poziomu szkół ludowych oraz wprowadzenia alfabetu łacińskiego do języka ukraińskiego i likwidacji kalendarza juliańskiego, co miało osłabić więź społeczeństwa ukraińskiego z Rosją. Petycje nie odniosły skutku.
- Działał w Towarzystwie Kredytowym Ziemskim (w 1879 był członkiem wydziału okręgowego C.K. Galicyjskiego Towarzystwa Kredytowego w Lisku[27]).
- Towarzystwie Krajowym Ubezpieczeń od Ognia.

## Życie prywatne
Ożenił się z Katarzyną Rożniecką herbu Rola, córką Tomasza z Laskowic Rożnieckiego i Baltazary Ostrowskiej herbu Rawicz. Baltazara Ostrowska była córką Katarzyny Dwernickiej-Ostrowskiej, siostry gen. Józefa Dwernickiego. Z małżeństwa Edmunda i Katarzyny urodziła się córka Baltazara (1840-1880), dziedziczka Jawornika Ruskiego, syn Wincenty (1844-1924) i najmłodsza Helena. Mąż Baltazary Józef Benedykt z Jaruzel Jaruzelski (1844-1915) herbu Ślepowron właściciel dóbr Sanoczany w ziemi przemyskiej, po śmierci swojej pierwszej żony w 1880r. poślubił jej siostrę Helenę w 1882
Baltazara Kraińska jest prababką, a Józef Benedykt pradziadkiem aktora Zbigniewa Cybulskiego. Brat Józefa Benedykta, Wojciech jest dziadkiem generała Wojciecha Jaruzelskiego.
Lucjan Kraiński, przyrodni brat Edmunda, z drugiej żony Romana Cyriaka, Franciszki Starzyńskiej herbu Doliwa, poślubił Olimpię Dwernicką herbu Sas, córkę gen. Józefa Dwernickiego. Ze związku Lucjana i Franciszki urodziła się jedyna córka Julia.

## Publikacje
- „O nędzy w Galicji i jej powodach”, Przemyśl, nakładem autora, druk S. F. Piątkiewicz,1883, 8, s. 8.[30]
- „W sprawie ekonomicznej. Do pana F. Merunowicza posła gmin wiejskich okręgu lwowskiego”, Przemyśl 1885r.
- „Wołochy, pierwsi osadnicy wsi zwanych wołoskimi na północnym stoku Karpat”, pracę historyczną, Ruch Literacki nr.22, 1978r.
- „Pamiętnik Romana Kraińskiego. Rok 1831”, korespondencja z ojcem Romanem, wydanym w „Pamiątki i wspomnienia z Sanockiej Ziemi”, zebrał Jan Trzecieski.

## Odznaczenia
- 18 września 1831 – Złoty Krzyż Virtuti Militari